# Aeroportul Miyazaki
Aeroportul Miyazaki (IATA: KMI, ICAO: RJFM) este un aeroport din Miyazaki, Prefectura Miyazaki, Japonia ce deservește zona Prefectura Miyazaki. Aeroportul a fost tranzitat în 2023 de 3.024.622 de pasageri. A fost deschis în 1961.
Situat la o altitudine de 6 m, aeroportul dispune de 1 pistă. Este operat de Ministry of Land, Infrastructure, Transport and Tourism⁠(d).

## Infrastructură

### Piste
Eroare Lua în Modul:Runway la linia 26: attempt to concatenate local 'surface' (a nil value)